# Kaladont
El Kaladont o kalodont es un juego de palabras balcánico, popular en Croacia, Montenegro, Serbia, Eslovenia, Bosnia y Herzegovina y en Macedonia del Norte. En este, los jugadores toman turnos para decir palabras, cada una empezando con las últimas dos letras de la palabra anterior. El nombre se origina de la marca de dentífrico Kalodont, la cual es una palabra ganadora, ya que no hay ninguna palabra que comience con nt en las lenguas eslavas meridionales.

## Reglas
Uno de los jugadores comienza el juego al decir una palabra. Entonces, cada jugador que sigue en la secuencia (normalmente en el sentido de las agujas del reloj o contra reloj) tiene que decir una palabra que empieza con las últimas dos letras de la palabra anterior. La palabra tiene que tener al menos cuatro letras, tiene que estar en su forma estándar (infinitivo para verbos, nominativo para sustantivos, etc.) no puede ser inventada o un nombre propio, y una palabra que ha sido usada antes no puede ser repetida. Cuándo uno de los jugadores no puede pensar en una palabra aceptable, pierde el juego. El ganador es el jugador quién dijo la palabra con el final difícil; el empieza la próxima ronda. Si un jugador dice un final de palabra con -ka, el primer jugador en decir kaladont es el ganador.